# Adin Ballou

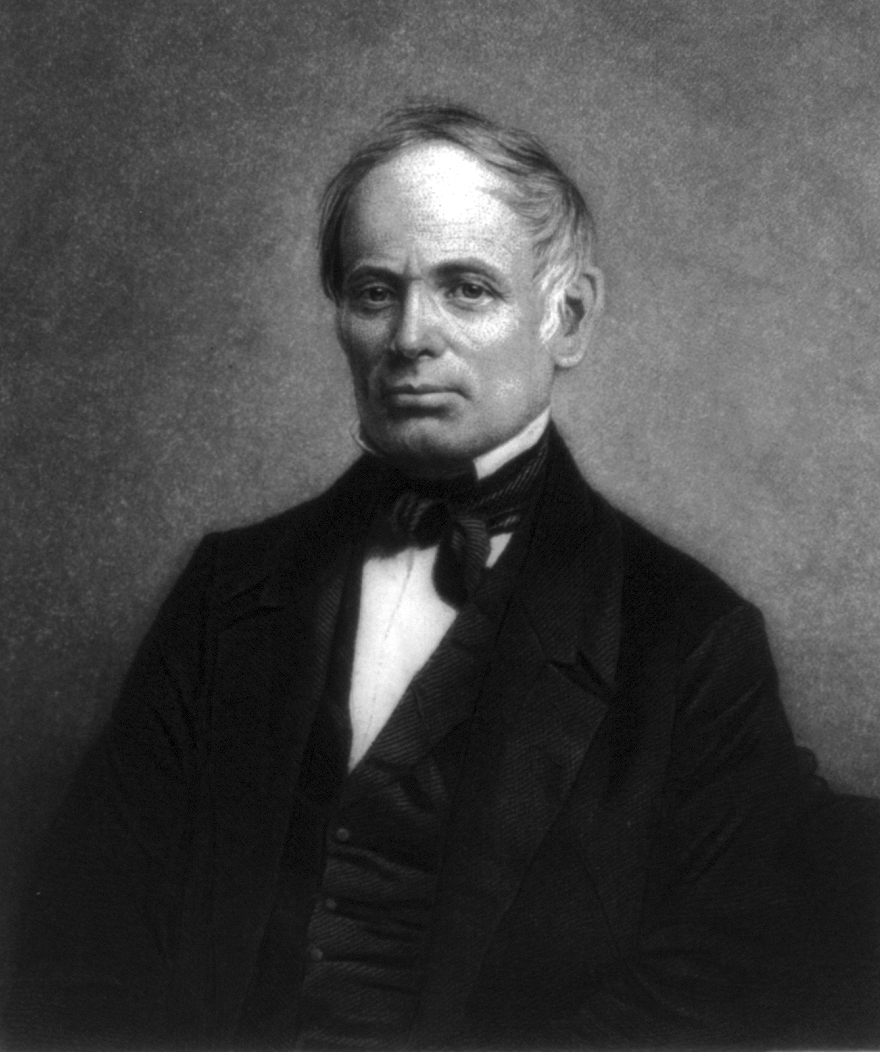
Adin Ballou

Adin Ballou (Cumberland, Rhode Island, 23 april 1803 - Hopdale, Massachusetts, 5 augustus 1890) was een Amerikaans predikant, pacifist, abolitionist en stichter van de utopische gemeenschap Hopedale in de staat Massachusetts.

## Biografie
Ballou ontving een baptistische opvoeding, maar in 1813 gingen hij en zijn familie over tot een primitivistisch evangelisch Revival-kerkgenootschap. Reeds als jonge man ging hij voor in kerkdiensten in zijn geboorteplaats. Na zijn huwelijk met Abigail Sayles in 1822 bekeerde hij zich tot het universalistisch christendom.
In 1829, kort na de geboorte van een dochter, overleed Abigail en na een levensbedreigende ziekte trouwde hij met Lucy Hunt. Na zijn tweede huwelijk trok hij als prediker door New England en hield preekbeurten en lezingen over vredelievendheid, slavernij, praktisch christendom, geheelonthouding en sociale kwesties. Vanaf 1838 preekte hij het idee van Christelijke weerloosheid, een vorm van pacifisme. Daarnaast riep hij met gelijkgezinde predikanten en lekengelovigen in een manifest christenen op om geen dienst te nemen in het leger en geen overheidsgerelateerde functies te bekleden. Ballou was evenwel van mening dat de christen een belangrijke maatschappelijke taak moest vervullen en om de daad bij het woord te voegen werd hij bestuurslid en vanaf 1843 voorzitter van de New England Non-Resistance Society. Als fel tegenstander van de slavernij was hij lid van verscheidene abolitionistische genootschappen waar hij zich echter verzette tegen hen die geweld rechtvaardigden. Ballou bewonderde enerzijds het vrijheidsstreven van de Founding Fathers (de stichters van de VS) maar bekritiseerde hun tolerantie van de slavernij: "We honor liberty only when we make her impartial - the same for and to all men." In 1846 publiceerde hij zijn hoofdwerk over het christelijk pacifisme, Christian Non-Resistance getiteld.
In 1841 kocht Ballou samen met gelijkgezinden een boerderij met land in de staat Massachusetts. De boerderij en het land werden omgevormd tot een utopische gemeenschap, Hopedale Community. De bewoners van Hopedale, praktische christenen genaamd, waren mede-eigenaar van de grond en beoefenden verschillende beroepen uit. De gemeenschap was echter niet gesloten en bewoners konden handel drijven buiten de gemeenschap. Daarnaast ving de Hopedale Community mensen op met problemen of die met justitie in aanraking waren geweest. Hoewel mannen en vrouwen als gelijkwaardig werden beschouwd, waren de laatsten toch voornamelijk werkzaam als huisvrouw of in de huisnijverheid. Sommige vrouwen bekleedden echter ook bestuurlijke functies. De uitgangspunten van Hopedale waren christelijke weerloosheid en het tegengaan van hiërarchische machtsstructuren, zoals opgetekend in Practical Christian Socialism (1854). Anders dan veel andere utopische gemeenschappen van die tijd werd privébezit gerespecteerd en de verschillende werkplaatsen en winkels waren eigendom van de ondernemers. Ballou zelf werkte als leraar op kostschool van de gemeenschap waar ook kinderen naar toe werden gestuurd door ouders van buiten de gemeenschap. Daarnaast werkte hij aan verschillende publicaties. Ook was hij werkzaam als predikant.
In 1855 ging de gemeenschap ter ziele en werd Hopedale Community omgevormd tot een gewoon dorp. Een deel van de vroegere bewoners, waaronder Ballou, bleven in Hopedale wonen. Ballou zelf was tot het einde van zijn leven voornamelijk werkzaam als predikant van de lokale dorpskerk, die zich omstreeks de jaren zestig van de negentiende eeuw aansloot bij het unitarisch kerkgenootschap. In 1880 ging hij met emeritaat. Hij overleed tien jaar later.

## Invloed
Adin Ballou heeft grote invloed uitgeoefend op de Russische schrijver Lev Tolstoj (1828-1910). Ballou en Tolstoj hebben in 1889 en 1890 kort met elkaar gecorrespondeerd. Hierbij moet worden aangetekend dat het vooral Tolstoj was die Ballou bewonderde - hij noemde hem de belangrijkste Amerikaanse auteur - en niet zozeer andersom. Zo vond Ballou de Rus te passief in zijn opvatting van christelijke weerloosheid. Tolstoj wijdt een aantal passages aan de betekenis van Ballou over zijn leer van het christelijk pacifisme in zijn boek Het Koninkrijk Gods is binnen U (1893). Via Tolstoj heeft het gedachtegoed van Ballou - zij het middellijk en niet direct - invloed uitgeoefend op Mahatma Gandhi.

## Ideeën
Ballou wordt gezien als een van de grondleggers van het christenanarchisme al heeft hij die term nimmer in zijn geschriften gebruikt. Zijn houding ten opzichte van de staat is echter niet altijd even duidelijk. Zo vond hij het noodzakelijk om ieder conflict met de staat uit de weg te gaan en betaalde hij altijd belastingen en stelde hij zich op als een loyaal staatsburger. Hij weigerde echter om van zijn stemrecht gebruik te maken en beschouwde de staat voornamelijk als een gewelddadig instituut verantwoordelijk voor het in stand houden van geweld, slavernij, drankmisbruik etc. In zijn boek Practical Christian Socialism (1854) schrijft hij: "[our] policy is to stand aloof as much as possible from participation in the machinery of the sword-sustained governments" ("[Het] is ons beleid om ons zoveel als mogelijk verre te houden van participatie in het mechanisme van de met zwaardmacht beklede overheden.") Hij noemde zichzelf een christen-socialist en republikein. Zijn socialisme, dat vooral ethisch van aard was, liet echter ruimte voor privé-bezit en vrije handel. Hierin staat hij dicht bij Pierre-Joseph Proudhon en Benjamin Tucker, die zichzelf ook socialist noemden, maar evenals Ballou pleitbezorgers waren van privé-bezit. Evenals hen kende Ballou een grote waarde toe aan het individu. Evenals andere sociaal-anarchisten uit de negentiende eeuw was hij op zoek naar een balans tussen individuele vrijheid en gemeenschapszin. Leidinggevend was voor Ballou echter vooral het beginsel van volstrekte geweldloosheid. Geweldloos verzet (in de vorm van propaganda, kritische geschriften, petities etc. - "on moral grounds") tegen de sword-sustained governments beschouwde hij echter als een plicht. In de Hopedale Community trachtte hij vorm te geven aan een soort parallelle maatschappij waar sprake was van een hoogstaande ethiek, gelijkwaardigheid en bovenal geweldloosheid.

## Werken
- Standard of Practical Christianity (1839)
- Christian Non-Resistance (1846)
- Practical Christian Socialism (1854)
- Primitive Christianity and its Corruptions (1870-1872, - 3 volumes)
- Autobiography of Adin Ballou (1896) (met William S. Heywood)
- History of the Hopedale Community (1897)
- Non-Resistance in Relation to Human Government (1839)
- Non-Resistant Catechism (1844)
- Learn to discriminate
- Superiority of Moral to Political Power (1845)
- Capital Punishment: Reasons for Immediate Abolition (1851)
- Christian Non-Resistance in Extreme Cases (1860)